# 米爾敦 (阿拉巴馬州)
米爾敦（英語：Milltown）是一個位於美國阿拉巴馬州錢伯斯縣的非建制地區。該地的面積和人口皆未知。

## 地理
米爾敦的座標為33°03′16″N 85°29′05″W / 33.054444°N 85.484722°W，而該地最高點為海拔高度199米（即653英尺）。